# Las Purificás de Monroy
La fiesta de Las Purificás de Monroy es una ceremonia folclórica que se celebra anualmente el 2 de febrero en la iglesia de Santa Catalina de la villa española de Monroy, en la provincia de Cáceres. Está considerada una de las celebraciones tradicionales de la fiesta de las Candelas mejor conservadas de Extremadura, aunque tiene la peculiaridad de no tener relación con la Virgen de la Candelaria, al celebrarse en honor a la Virgen del Rosario.

## Historia
El origen de esta ceremonia es desconocido. A lo largo de numerosas localidades de la provincia de Cáceres, y de forma similar a otras diversas zonas de España, se celebran o celebraban principalmente tres festividades para anunciar la llegada del final del invierno, en honor a San Sebastián (20 de enero), la Virgen de la Candelaria (2 de febrero) y San Blas (3 de febrero). Estas dos últimas están emparentadas con fiestas paganas como las Lupercales o el Imbolc, que celebran el punto del calendario solar intermedio entre el solsticio de invierno y el equinoccio de primavera, mientras que la de San Sebastián es un preludio ampliamente extendido. Entre las ceremonias folclóricas extremeñas de estas fechas destacan el Jarramplas de Piornal y Las Carantoñas de Acehúche en San Sebastián, Las Candelas de Almendralejo el 2 de febrero y Los Negritos de Montehermoso el 3 de febrero.
La fiesta de las Candelas en Monroy es probablemente un vestigio de una festividad antiguamente extendida por gran parte de la provincia de Cáceres. La zona donde mejor se conserva la tradición es en los Cuatro Lugares y otras localidades del entorno de Monfragüe, pero por toda la provincia existen múltiples localidades dispersas que la siguen celebrando, entre las cuales hay otras muchas donde hay constancia de que la tradición existió pero se perdió. Las coplas monroyegas son muy similares en música y letra a las de localidades cercanas como Santiago del Campo, Mirabel y Deleitosa, pero también a las de la lejana villa de Santibáñez el Alto. Aunque se desconocen los detalles de la llegada de esta celebración a Monroy, se sabe que la música es de origen medieval y que ha estado vinculada a la cofradía de Nuestra Señora del Rosario desde que se tiene constancia de la existencia de esta última. Se conoce la existencia de un libro de cuentas de esta cofradía desde 1664, pero está por lo general desaparecido y los primeros datos claros se remontan al segundo libro, de 1710.
El término "purificás" (a veces castellanizado como "purificadas") se debe a que, conmemorando la Presentación de Jesús en el Templo, hasta el siglo XIX eran mujeres casadas que acababan de tener su primer hijo e iban a la iglesia a purificarse. De los testimonios existentes en la villa de finales del siglo XIX, se sabe que originalmente iban vestidas según el uso corriente y su único elemento singular era una simple mantilla de color blanco; los trajes regionales, menos complejos que los actuales, comenzaron poco a poco a ser usados en la fiesta por la clase alta local a lo largo de los siglos XVIII y XIX, lo que con el tiempo llevó a las purificás a adoptar su vestimenta actual. Tras la misa se subastaban productos agrícolas o ganaderos que los vecinos ofrecían, hasta que a principios del siglo XIX comenzaron a ofrecerse dulces, origen de la actual rosca de piñonate. El primer documento exhaustivo sobre la celebración de la fiesta fue escrito por Manuela Mariscal, maestra que fue nombrada mayordoma en 1879, pero el texto se perdió y la información ha llegado hasta la actualidad gracias a Antonia del Sol, nombrada mayordoma en 1889 tras el fallecimiento de Manuela Mariscal.

## Celebración
Los preparativos de la fiesta de las Candelas en Monroy son muy largos. En primer lugar, la mayordoma de la cofradía de la Virgen del Rosario, encargada de organizar la fiesta, debe seleccionar a cuatro jóvenes, vecinas u originarias de la villa, para que canten en la ceremonia. Tras ser elegidas mediante pruebas de voz, tanto las cuatro purificás como otras diversas personas que participan en la ceremonia deben ensayar, extendiéndose estos preparativos durante unos tres meses. La dificultad de este ensayo no se refiere únicamente a asegurar que toda la ceremonia se realiza según la tradición: por lo general, las purificás están estudiando en la época de ensayos fuera de la localidad, lo que implica una dificultad añadida de desplazamiento.
Hasta principios del siglo XX, la fiesta de las Candelas era precedida en Monroy por la de San Sebastián. Al amanecer del día 20 de enero, los mayordomos de su cofradía cantaban por las calles de la villa una alborada con flauta y tamboril, habiendo a las once misa y procesión en la iglesia. Hasta el siglo XVII, existió en la actual Cerca de los Mártires, un kilómetro al norte de la villa, una ermita dedicada a los Santos Mártires San Fabián y San Sebastián.
Los días inmediatamente anteriores a la ceremonia tienen lugar importantes preparativos, entre los cuales destaca la elaboración de las roscas de piñonate, un dulce tradicional extremeño que se elabora con harina, huevos, miel y azúcar. En estos días se elaboran numerosas pequeñas roscas para los visitantes, principalmente desde 1997 por parte de la asociación Santa Ana. Sin embargo, cuando en esta fiesta se hace mención a "la rosca" en singular, es en referencia a una estructura formada por este dulce en una cesta y coronada por un ramo de flores; esta rosca (que no necesariamente es una sola) es donada por una o varias personas que se la ofrecen a la Virgen, y se considera uno de los principales símbolos de la villa. Es habitual que en estos días el Ayuntamiento de Monroy, que colabora económicamente con la ceremonia, organice además diversos eventos culturales y festivos.
Tras los largos ensayos y preparativos, la ceremonia tiene finalmente lugar en la mañana del 2 de febrero. A las doce del mediodía, con los alrededores de la iglesia de Santa Catalina llenos de vecinos, emigrantes y turistas, varias jóvenes vestidas con traje típico sacan en procesión a la Virgen del Rosario, que es acompañada por varias autoridades que llevan velas encendidas, previamente bendecidas por el sacerdote. Existe una tradición similar a otros lugares en los que se celebran las Candelas, según la cual debe intentarse que las velas lleguen encendidas al final de la procesión, especialmente el cirio que la Virgen lleva en la mano, pues no conseguirlo sería un indicador de que habría problemas en las próximas cosechas.
Las purificás intervienen posteriormente en la misa, que comienza sobre las doce y media. Desde la cancela cantan pidiendo permiso a Dios para acceder a la iglesia y, una vez dentro, se dirigen las cuatro purificás hacia la imagen de la Virgen, para cantar las coplas tradicionales que conmemoran la Presentación de Jesús en el Templo. En total, a lo largo de la ceremonia las purificás cantan veinticinco coplas; dirige el canto una de las cuatro, que se encarga de tocar la pandereta de forma continua mientras las otras tres hacen de coros. Dos de las jóvenes llevan palomas en un cesto, que terminan soltando al finalizar la ceremonia. Durante los cánticos, el sacerdote deposita al Niño Jesús de la Virgen en el altar y se hace entrega de la rosca o roscas de piñonate ofrecidas. Al terminar la misa tiene lugar la presentación ante la Virgen de los niños nacidos en ese año. Por la tarde se sortean las roscas de piñonate en una rifa.
Hasta la década de 1950, la festividad terminaba al día siguiente con la fiesta de San Blas. Del día de San Blas de Monroy ha sobrevivido únicamente la tradición llamada "El Boteo", un juego tradicional que actualmente se celebra el Martes de Carnaval, consistente en lanzarse los participantes a distancia una maceta o botijo, intentando evitar que se rompa. Hasta el siglo XVII, existió en la actual calle El Santo, en lo que entonces eran las afueras orientales de la villa, una ermita dedicada a San Blas.

## Reconocimiento institucional y cultural
La celebración de las Candelas en Monroy comenzó a darse a conocer fuera de la villa a partir de la segunda mitad del siglo XX, siendo un hecho decisivo para su difusión la salida masiva de emigrantes, quienes en muchos casos adoptaron la costumbre de regresar al pueblo por estas fechas. En este contexto, una vecina de Cáceres introdujo algunas partes de la ceremonia monroyega en la fiesta de la ermita de las Candelas de la ciudad, cuando las Candelas y San Blas eran todavía una jornada importante en el calendario festivo cacereño. Sin embargo, el momento de mayor fama de esta festividad se produjo en 2003, cuando el grupo de música Acetre versionó parte de las coplas para crear una de sus canciones más conocidas, en el disco Barrunto; la canción llegó a ser tan conocida que se incluyó en el disco oficial del año santo jacobeo de 2004. En la fiesta de 2005, TVE 2 retransmitió en directo las coplas. En 2008, el Museo de Cáceres albergó una exposición fotográfica dedicada a la fiesta.
Como consecuencia de esta fama, desde principios del siglo XXI se están llevando a cabo trámites para incluir esta ceremonia en la lista de fiestas de interés turístico de Extremadura. A la espera de poder comprobar que reúne los requisitos para ello, la ceremonia ha contado en estos años con la presencia de altos cargos políticos, que han comprobado in situ la afluencia de público, como los presidentes autonómicos José Antonio Monago y Guillermo Fernández Vara, el presidente del parlamento regional Fernando Manzano o los presidentes provinciales Juan Andrés Tovar y Laureano León. Aunque la petición de esta declaración se mantiene, por el momento el único reconocimiento oficial que ha recibido el festejo es su declaración como uno de los dos días festivos locales anuales del municipio, junto con la romería del "Lunes de Albillo" que se celebra en la ermita de Santa Ana en primavera.